# Am Schöpfwerk (metropolitana di Vienna)
Am Schöpfwerk è una stazione della linea U6 della metropolitana di Vienna situata nel 12º distretto. 

## Storia
La stazione è stata inaugurata il 15 aprile 1995 come parte del prolungamento della linea metropolitana U6 da Bahnhof Meidling. In precedenza, era una fermata a livello stradale della linea tranviaria 64, sul cui percorso è stato realizzato il nuovo ramo della metropolitana.

## Descrizione
La stazione è realizzata in posizione sopraelevata nel complesso residenziale Am Schöpfwerk, a nord della diramazione Altmannsdorf della tangenziale sud-est di Vienna.
La costruzione è stata progettata da Johann Georg Gsteu che, come per l'architettura di tutte le stazioni del prolungamento sud della U6, ha utilizzato una nuova tecnologia di forgiatura delle lastre di alluminio trapezoidali (il processo di imbutitura), che ha permesso di realizzare forme ondulate e archi di varia forma. La combinazione di calcestruzzo smaltato blu e vetro conferisce alla stazione un effetto segnaletico e le torri degli ascensori sormontate da grandi cilindri metallici costituiscono un elemento caratteristico.

## Ingressi
- Sagedergasse
- Zanaschkagasse